# 2023年尼日爾政變
2023年7月26日上午，尼日尔总统穆罕默德·巴祖姆遭總統府衛隊扣押，軟禁在總統府內。當日稍晚，尼日爾士兵闖入國家電視台宣布發動政變、廢除憲法、停止所有機關運作且封鎖國家邊境。這是自2020年以來中西非地區的第7次政變，也是繼2021年緬甸軍事政變後第二次因軍隊扣留民選總統而引起國際強烈反應的政變事件。

## 背景
尼日爾為一地處撒哈拉沙漠南端撒赫勒地區的非洲內陸國，政局長年動盪，自1960年脫離法國獨立以來曾經歷四次政變，是世上政局最不穩定的國家之一。2019年，美国不顾尼日尔的抗议，在尼日尔开设了一个无人机基地，令附近居民擔心成为叛軍目标，甚至令本已長期叛亂的局勢惡化。
穆罕默德·巴祖姆於2021年經民主選舉當選總統，並於4月就任，成為尼日尔歷史上首名阿拉伯裔总统，导致其不受主要由多数族群组成的尼日尔军队欢迎。2021年3月，尼日爾曾發生一起軍事政變，當時一支軍方部隊試圖在巴祖姆宣誓就職總統前幾天佔領總統府，不過最終並未成功。尼日爾的鄰國馬利和布吉納法索自2020年來也發生四次政變，部分原因是軍方不滿當局未能遏止伊斯蘭極端分子在國內的動亂，撒哈拉沙漠地區各國（包括尼日）都受到這些動亂衝擊，布吉納法索在2022年更因此間接引發兩次政變。西方國家一直協助沙赫爾沙漠地區國家打擊從馬里開始蔓延的聖戰行動。尼日是西方國家在西非打擊伊斯蘭極端分子的關鍵盟友，同時也是歐洲聯盟打擊漠南非洲非正常移民的重要盟友。尼日爾也是重要的铀生产国。
尼日在政變前有大量法軍提供帮助，但隨着伊斯蘭極端主義的持續侵入，民眾認為法國對他們的幫助不夠，而獨立後對法國的經濟讓利也使民眾對法存在新殖民主義指控，並寄希望於俄羅斯的幫助，導致整個地區的反法和親俄情緒高漲，這與2022年9月布吉納法索政變和2021年馬里政變前的狀況相同。巴祖姆政府經常禁止尼日的反法抗議活動。隨著2022年中期巴祖姆批准被勒令離開马里的法國新月軍部隊重新部署到尼日，尼日的反法抗議活動（例如M62运动）開始升级並被尼日當局禁止或暴力鎮壓。

## 政變當日
7月26日上午，尼日爾總統穆罕默德·巴祖姆遭總統府衛隊成員扣押，軟禁在總統府內。衛兵切斷進入總統府的通道，出入口遭軍用車輛封鎖，總統府外的活動未有受到影響，相對平靜，但總統府工作人員無法進入總統辦公室，而總統府旁邊的部會也全遭到封鎖。總統府透過聲明表示，衛兵發起的「反共和」運動「徒勞無功」，巴祖姆和家人都平安無恙，如果衛隊士兵不恢復理智，尼日爾軍隊將發動攻擊，但這個聲明後來遭到刪除。尼日爾首都尼阿美的其他地方未有出現動盪，上午交通運行如常，網路也保持通暢，尼日爾國家電視台下午仍然播放音樂節目和肥皂劇。衛隊成員在談判破裂後拒絕釋放總統，軍方因而對他們發出最後通牒。尼日爾總統府外聚集大批民眾，要求衛隊釋放總統。巴祖姆的支持者亦聚集到國會外頭，要求釋放總統，但隨即遭到警方驅離。當日晚上，尼日爾陸軍上校阿布德拉曼在9名軍人陪同下登上尼日尔國營的萨赫勒电视台發表聲明宣布，尼日爾安全部隊決定終結巴祖姆政權，總統巴祖姆已被免職。阿布德拉曼表示，「這個國家所有機關都將暫停運作，邊界將會關閉，並實施全國宵禁，直到進一步通知」。

## 後續發展

### 2023年7月
7月27日上午，巴祖姆在Twitter发帖称要保护这个国家“来之不易”的民主成果；尼日尔外交部长哈苏米·马苏杜宣布自己接替巴祖姆担任尼日尔代理总统，并呼吁“民主人士和爱国者”让这次“未遂政变”失败。同日，尼日尔陆军司令部宣布支持军事政变，称其首要任务是避免破坏国家稳定。
7月28日，推翻尼日尔总统卫队负责人阿卜杜拉赫曼·奇亚尼将军重申，士兵是出於「保護國家安全」而發動政變，并批评马里和布基纳法索军政府在打击叛乱方面缺乏“真正合作”，又警告外國不要軍事介入。当天，奇亚尼在全国电视讲话中宣布成为军政府國家國土保衛委員會的主席。
7月29日，保衞祖國國家委員會主席阿卜杜拉赫曼·奇亚尼宣布暫停實施尼日爾憲法，解散政府機關。保衞祖國國家委員會將行使全部司法及行政權力，委員會主席奇亞尼出任國家元首。
7月30日，數以千計示威者在首都尼亞美參與支持軍事政變的集會，有人遊行至前宗主國法國的大使館，他們高喊“法国滚蛋，俄罗斯万岁”並抗議法國中止援助，其間有人縱火燒門和向使館擲石，甚至試圖闖入而被國民警衛隊驅散。軍方領袖通過電視呼籲示威者克制，切勿毁壞公家、私人財產。法國愛麗舍宮聲明，總統馬克龍「決不容忍」針對法國及其利益的攻擊。法國外交部譴責針對使館的暴力行為，要求尼日爾履行保護外交使節義務。同日，西非國家經濟共同體15個成員國在尼日利亞首都阿布賈召開緊急會議，會後的聯合聲明提出對政變「零容忍」，要求尼日爾政變軍人在一周內釋放總統巴祖姆，恢復其總統職權，否則不排除興兵恢復尼日爾憲政秩序。這是西共體面對近年連串政變，首次向發動政變一方提出軍事介入威脅。西共體亦宣布即時實施制裁，包括封鎖成員國與尼日爾之間的陸空邊界，禁止商業航班往來尼日爾，暫停成員國跟尼日爾的商業和金融活動，凍結尼日爾政府和國有企業在西共體央行及相關商業銀行的資產，對參與政變的軍人及相關人員實施旅行禁令兼凍結他們的資產等。法國與歐盟俱支持西共體的制裁決定。因认为西共体国家必须要穿越这些国家尚未成功打击的圣战组织才能抵达尼日尔，政变领导者阿卜杜拉赫曼·奇亚尼对西共体的聯合聲明不屑一顾，并表示军政府不会让步。
7月31日，尼日尔军事政变领导人指责法国希望对该国实施“军事干预”，以恢复穆罕默德·巴祖姆的總統职位。同时乍得过渡总统穆罕默德·伊德里斯·代比表示，他已在尼亚美斡旋並与穆罕默德·巴祖姆、阿卜杜拉赫曼·奇亞尼、尼日尔前总统伊素福举行了会谈，探討和平解決辦法。

### 2023年8月
8月1日，同樣由軍人政變奪權建立的鄰國马里和布吉纳法索軍政府，發表共同聲明，明言任何對尼日爾的軍事介入，都等同向兩國宣戰，警告外部干預會造成導致整個地區局勢不穩的「災難性後果」，又強調「拒絕履行」任何針對尼日爾人民和政府的「非法、不正當和不人道的制裁」。尼日爾總理呼籲國際社會幫助尼日爾擊退軍事政變。在軍事政變發生後，尼日爾邊界被關閉，尼日爾總理無法返回國內，因而滯留在法國。
据匿名消息人士表示，同日，在尼日利亚总统博拉·蒂努布的指示下，尼日利亚输电公司削减了对尼日尔的电力供应，尼日尔70%的电力供应依赖于尼日利亚，其主要城市开始轮流停电；尼日利亚输电公司拒绝评论此事。尼日尔电力公司亦指此次停电与尼日利亚有关。
8月2日，軍政府決定重新開放尼日爾與阿尔及利亚、布基纳法索、利比亚、马里和乍得的邊境，但其与尼日利亚的边界仍然关闭。
同日，欧洲各国，尤其是法国开始撤离侨居尼日尔的本国公民；但法国表示，为打击伊斯兰武装分子，没有计划遣返驻扎在尼日尔的约1,000名法国士兵，不過法國大使館會關閉。英国没有组织撤离，并敦促其在尼日尔的国民留在室内，同时仍有14名英国人随法国航班抵达巴黎。美国国务院下令撤离美国驻尼日尔大使馆的部分工作人员和家属，并建议美国公民不要前往尼日尔。
8月3日，再次有數千人走上尼日尔首都尼亚美街头，支持军事政变。同7月30日的示威，他们谴责西非国家对该国实施制裁，并要求外国军队撤离。与7月30日示威不同的是，这次示威是和平的，未有类似于法国大使馆受袭击的事情发生；示威组织者要求人们不再挥舞俄罗斯国旗，而是挥舞尼日尔国旗，未知这是俄罗斯不支持军政府，8月3日是尼日尔独立日还是其他原因导致的。不過依然有人高喊反對法國支持俄羅斯的口號。该国记者称也有很多人反对政变。同日，尼日爾軍政府宣布撤銷五項在1977年至2020年間與前宗主國法國簽訂的軍事合作協議，並禁止當地廣播法國政府資助的新聞頻道法蘭西24和法国国际广播电台。歐盟指尼日爾封殺法國媒體廣播是嚴重侵犯資訊和言論自由。
8月4日，穆罕默德·巴祖姆在《华盛顿邮报》專欄撰文，稱自己成為人質，呼籲國際社會協助尼日爾恢復憲法秩序，並指軍方派別沒有任何正當理由發起政變，若成功的話將對尼日爾、地區以至全球造成毀滅性的後果。同日，政变领导人宣布他们将撤回该国驻法国、美国、尼日利亚和多哥的大使。
8月5日，法国外交部長表示，受政变影响，两国军事合作已“暂停”。同日，尼日利亚总统博拉·蒂努布的军事干预威胁在参议院的一次会议上遭到极大反对，尽管事实上参议院是由蒂努布所在的政党控制的。尼日尔政变军人向瓦格纳集团发出求助。
8月6日，尼日爾拒絕讓總統復職之最後期限，稱「面對日益明顯的干預威脅」，而宣佈關閉領空，直至另行通知。美联社同日報導，發動政變的尼日爾軍方將領已邀請屯於馬里的俄羅斯僱傭兵部隊「瓦格纳集团」襄助。同日，意大利表示已减少在尼日尔的驻军人数，以便在其军事基地为意大利平民腾出空间，如果安全局势恶化，意大利平民可能需要保护。同時欧盟、法国、德国、英国、西班牙、世界银行、美国、荷蘭暫停部分或全部援助。
8月7日，意大利外交部长安东尼奥·塔亚尼在采访中表示，西共体应延长尼日尔被罢黜总统复职的最后期限。同日，尼日尔军方任命前经济和财政部长阿里·马哈曼·拉明·泽内为尼日尔新总理。美国副国务卿维多利亚·纽兰在尼亚美与政变军方领导人进行了会面，但會面沒有什麼結果。
8月8日，尼军方拒绝西共体、联合国和非洲联盟的代表团前往尼日尔。
8月9日，穆罕默德·巴祖姆所在的尼日尔争取民主和社会主义党表示，巴祖姆及其家人在其住所被“残酷”而“不人道”地拘留。联合国发言人表示，联合国秘书长安东尼奥·古特雷斯对他们的“恶劣生活条件”感到十分担忧。同日，尼日爾前叛軍領袖阿格布拉宣布成立反政變組織「共和國抵抗委員會」，目標為恢復原總統巴祖姆的權力。阿格布拉在聲明表示支持西非國家經濟共同體及國際間其他組織尋求結束軍政府的管治，「共和國抵抗委員會」會給予支援。
8月10日，西非国家经济共同体宣佈宣布立即启动地区常备部队。同日，尼日爾國家電視台宣讀一項法令，尼日爾軍事領導人已組建新政府，政府由總理阿里·拉明·澤因領導21名成員組成，新軍事管理委員會的將軍將領導國防部和內政部，而軍方接管的三名領導人被任命為國防部長、內政部長和體育部長。
8月13日，军政府宣布将以“叛国罪”和“破坏国家安全”罪起诉原总统巴祖姆。西非國家經濟共同體回應稱感到「驚愕」，質疑此舉是「另一形式的挑釁」，並違反軍政府所宣稱要和平解決危機的意願。
8月18日，西非國家經濟共同體在加纳召開兩日防長會議後，組織政治事務暨和平與安全專員穆薩赫（Abdel-Fatau Musah）表示，組織已定下干預尼日爾軍事政變的「出兵日」（D-Day），會議亦已同意並微調出兵人數等干預細節，但不會公開。穆薩赫表示西共體仍準備和平解決事件，組織最終出兵與否將取決尼日爾軍政府是否願意交權。
8月19日，西非國家經濟共同體代表團抵達尼日爾，希望盡最後外交努力化解政變危機，避免出兵干預，並成功會見軍政府首腦奇亞尼和原總統巴祖姆。尼日爾軍政府領袖同日稍後發表電視講話，聲稱其政變目的不是奪權，聲言三年內完成民主轉型，恢復文人政府管治。他宣布以30日為期作「全國對話」，為「嶄新憲政生活」的基礎制訂具體方案。他反過來指摘西共體準備跟外國軍隊組兵攻擊尼日爾，警告任何對該國的攻擊都不會是「輕而易舉的事」。數以千計軍方支持者響應號召，在首都尼亞美登記做「平民輔助人員」，有民眾凌晨三時就開始排隊等候。發起人指登記者將參與戰鬥，以及提供醫療援助、技術和工程等後勤支援。美國新任駐尼日爾大使菲茨吉本斯抵埗履新，但不會代表華府提交任何外交文書，以示美方不承認軍政府。美國國務院指她在西非事務上經驗豐富，有助解決當地政治危機。
8月22日，非洲聯盟宣布暫停尼日爾參與非盟及其機構的所有活動，直到尼日爾有效恢復憲法秩序。非洲聯盟聲明指出，非洲聯盟譴責發生於7月26日的政變，敦促尼日爾軍方把國家和人民的最高利益置於一切之上，立即無條件返回軍營。聲明還說，非洲聯盟充分支持西非國家經濟共同體致力通過外交手段，恢復尼日爾憲法秩序的持續努力，同時強烈反對來自非洲以外的外力干預。
8月24日，阿尔及利亚宣布，已派外交部秘书长前往尼日尔首都尼亚美斡旋。同時尼日尔政变领导人阿卜杜勒·拉赫曼·奇亚尼授权马里和布基纳法索军队在该国遭受袭击时进行干预，而且布基纳法索和马里已承诺支持尼日尔掌军事政变领导人，并在尼日尔受到袭击时會提供军事援助。俄罗斯外交部长谢尔盖·拉夫罗夫表示，如果外界入侵尼日尔，将會造成毁灭性的打击。
8月25日，尼日爾軍政府外交與合作部表示，由於法國駐尼日爾大使伊泰（Sylvain Itté）拒絕應邀會見軍政府外長，以及法國多次採取「違背尼日爾國家利益」的行動，故下令法國大使在48小時內離境。法國外交部拒絕接受，回應稱不承認軍政府合法性，政變者無權要求大使離開，「大使的批准權僅來自經合法選舉產生的尼日爾當局」。同時軍政府還要求美国、德国和尼日利亚国家大使48小时内离开尼日尔。

### 2023年9月
9月1日，尼日尔军政府内政公共安全及土地管理国务部长发表声明，下令立即驱逐法国驻尼大使。9月2日，數萬名抗議者聚集在尼亞美的一個法國軍事基地外，要求法國軍隊撤離該國。9月3日，法国外交部长表示，由于与尼日利亚军队缺乏合作，法国驻尼日尔军队事实上已无法执行任务。9月4日，尼日尔军方总理表示，正在就法国军队撤离尼日尔与法国方面进行接触。
9月7日，美国国防部調動部署在尼日爾的部分軍隊和裝備，部分美軍部署位置將由尼日爾首都尼亞美的第101航空基地移往阿加德茲的第201航空基地，並在「出於極度謹慎的考慮下」，撤回小量非必要人員。這是尼日爾7月政變後，美國首次重大軍事行動。
由於法國拒絕撤離駐尼日爾大使，9月15日，法國總統馬克龍表示，法國駐尼日爾大使伊泰和一名外交官被軟禁，尼日爾軍政府阻止運送食物進入大使館，兩人只能靠軍糧充飢，形同人質。被問到會否將伊泰帶回國，馬克龍稱只會按照跟尼日爾總統巴祖姆的協定行事，因巴祖姆政府才是合法政權，馬克龍又稱自己每天都跟巴祖姆通話。
9月16日，马里、尼日與布吉納法索三國軍政府代表簽署名為《薩赫勒國家聯盟》的協議，宣布三國只要其中一國遭受襲擊，其他兩國就會提供包括軍事援助在內等各項援助。
9月24日，法国总统马克龙接受法國電視一台和法国电视二台訪談時宣布，法國將結束與尼日爾的軍事合作，負責在非洲萨赫勒地區打擊伊斯蘭主義叛亂分子的1,500名法軍士兵將於2023年底之前撤離，並且召回法國駐尼日爾大使。不過，馬克宏強調，尼日爾「不會被政變者挾持」，「我們將與政變者諮商，因為我們希望事情平靜地發展」。《路透社》報導，此舉將導致法國在萨赫勒地區展開的反恐行動，以及法國的區域影響力受挫。同時尼日尔军政府宣佈禁止法国飞机飞越其领空。

### 2023年10月
10月7日，受政变后制裁和暂停援助的影响，尼日尔被迫削减了40%的年度预算，将2023年预算从53亿美元（43亿英镑）削减至32亿美元。
10月10日，第一批法国驻军人员开始撤离尼亚美。美国將尼日尔军队接管国家的舉動认定为政变，这项决定意味著美国將限制对尼日尔的军援。尼日尔政变当局命令联合国驻尼日尔人道主义事务负责人要在72小时内离开尼亚美。

### 2023年12月
12月19日，法国外交部决定无限期关闭法驻尼使馆。12月22日，最后一批法国军队撤离尼日尔。

### 2024年3月
3月17日，尼日尔宣佈终止与美国的军事协议。

### 2024年4月
在尼日尔军政府断绝与美法的合作后，俄派遣军事专家培训当地軍隊。
4月19日美軍宣佈撤軍。

### 2024年8月
德国军队将于8月31日前停止运营其在尼日尔首都尼亚美的航空运输基地

## 國際反應
- 联合国秘书长安东尼奥·古特雷斯對巴祖姆遭總統衛隊扣押「深感不安」，強烈譴責尼日爾「違憲的政權更迭」，呼籲立即停止所有破壞尼日民主原則的行動，並密切關注事態發展，承諾联合国將全力協助。古特雷斯还直接向扣押巴祖姆的人员发出呼吁，“立即并无条件地释放总统巴祖姆，停止对你们国家民主治理的阻挠，同时尊重法治。”古特雷斯同样表示，他于周三跟尼日尔被扣押的总统巴祖姆通话以表声援，并称“联合国与尼日尔的民选政府及该国人民站在一起”[88][89][90]。
- 非洲联盟與西非国家经济共同体強烈譴責軍人企圖透過武力奪取政權的行為，呼籲立即無條件釋放巴祖姆。[91][92]非洲聯盟和平與安全理事會要求軍人「在最多15天內立即無條件返回軍營並恢復憲法權威」[93]。西非国家经济共同体于7月30日举行的峰会中要求军政府在7天内恢复巴祖姆的职务，否则将采取军事行动[94]，而法国对此最后通牒表示欢迎[31]。西共体领导還人一致同意立即对尼日尔以及参与政变的尼日尔军人实施制裁，关闭西共体成员国与尼日尔之间的空中和陆地边界，禁止商业航班往来尼日尔，暂停西共体成员国和尼日尔之间的商业和金融活动，冻结尼日尔政府和国有企业在西共体央行以及相关商业银行的资产，对参与政变的军人及相关人员实施旅行禁令并冻结他们的资产[95]。
- 8月3日美国总统拜登发表声明，呼吁立即释放被扣尼日尔总统巴祖姆。[96]美国国务卿安東尼·布林肯于7月26日表示強烈譴責尼日爾政變和推翻憲法秩序的行為，表示美國將堅定支持民選總統巴祖姆和尼日爾人民及民主政體，強調美國與尼日爾之間在經濟與安全上的緊密夥伴關係，有賴民主體制長久持續，以及對法治及人權的尊重，呼籲立即釋放巴祖姆，並指出美國對尼日爾的經濟援助，取決於尼日爾維持「民主治理」[97]；7月29日，安東尼·布林肯呼吁立即释放被驱逐的尼日尔总统穆罕默德·巴祖姆并恢复该国的民主秩序。[98]副总统卡玛拉·哈里斯表示，与尼日尔政府的合作取决于其对“对民主标准的持续承诺”[19]。
- 中华人民共和国外交部发言人毛宁7月27日表示，“我们正密切关注尼日尔形势发展，也注意到非盟和西非国家经济共同体等作出的有关表态。中方呼吁尼日尔相关方从国家和人民根本利益出发，通过对话和平解决分歧，尽快恢复正常秩序，维护国家和平稳定和发展大局。”[99]中国外交部8月3日表示：“巴祖姆总统是中国的朋友，希望他的人身安全得到保障。”[100]
- 欧盟外交和安全政策高级代表何塞普·博雷利在一份声明中表示，“任何宪法秩序的崩溃都将对欧盟与尼日尔之间的合作产生影响，包括立即暂停所有预算支持。”[19]歐盟方面還宣布暫停對尼日爾的財政支持及安全合作。[101]同时，欧盟表示仍愿意寻求外交解决危机的办法[102]
- 法国总统埃马纽埃尔·马克龙表示，他准备支持对“危险”政变的策划者实施制裁。外交部在奇亚尼的电视露面后发表声明称，“法国不承认奇亚尼将军领导的政变产生的当局……由尼日尔人民民主选举的穆罕默德·巴祖姆总统是尼日尔共和国唯一的总统。”[19]
- 俄羅斯僱傭兵組織瓦格纳集团首腦叶夫根尼·普里戈任在Telegram發布錄音，稱讚尼日爾的軍事政變是「好消息」，提出可安排麾下的傭兵協助當地維持秩序。[103]
- 布基纳法索和 马里两国的军政府警告称，任何强行恢复尼日尔被驱逐总统的企图都将视同宣战[104]，若西非国家经济共同体实施军事干预，两国将退出该集团并保卫尼日尔[31]。
- 加拿大政府於8月1日發表聲明，強烈譴責尼日爾軍事政變，呼籲叛軍立即釋放該國總統巴祖姆[105]，并于8月6日开始切断了对尼日爾的直接发展援助[106]。
- 俄罗斯政府呼吁巴祖姆总统重新掌权，但强调其权力应该和平恢复[15] 。在西非国家经济共同体表示将组建待命部队后，俄罗斯政府警告称，对尼日尔的军事干预将导致“旷日持久的对抗”，俄罗斯外交部表示这种干预将破坏整个萨赫勒地区的稳定[102]。
- 阿尔及利亚因担心军事冲突扩大，反对军事干预尼日尔[107]。
- 意大利外交部长安东尼奥·塔亚尼在采访中表示，西共体应延长尼日尔被罢黜总统复职的最后期限[47]。